# Libellago adami
Libellago adami – gatunek ważki z rodziny Chlorocyphidae.